# Cometes Escolàstic
Cometes Escolàstic (en llatí Cometas Scholasticus, en grec Κομητᾶς Σχολαστικός,) conegut també com a Cartulari (Chartularius, Χαρτουλάριος) fou un poeta romà d'Orient que va viure probablement al segle ix.
Va ser autor de sis epigrames inclosos a l'Antologia grega. Per alguns dels seus epigrames se sap que va fer una nova recopilació dels poemes homèrics, i en va reformar la puntuació. Sobre l'època en què va viure, s'ha suposat que podria ser el Cometes que va ser mestre de gramàtica a Constantinoble en temps del noble Bardes, al regnat de Miquel III l'Embriac. Climent d'Alexandria menciona un Cometes entre els comentaristes d'Homer.